# Sphaeradenia alba
Sphaeradenia alba är en enhjärtbladig växtart som beskrevs av R.Erikss. Sphaeradenia alba ingår i släktet Sphaeradenia och familjen Cyclanthaceae.
Artens utbredningsområde är Panamá. Inga underarter finns listade.